# Омега
Ω, ω (название: оме́га, греч. ωμέγα, др.-греч. ὦ μέγα) — 24-я буква греческого алфавита. В системе греческой алфавитной записи чисел имеет числовое значение 800.  От буквы омега произошла кириллическая буква Ѡ, известная под названиями «от» и «омега».
В древнегреческом омега обозначала долгий звук [oː], в то время как омикрон (ο) обозначал краткий [o]. Древнегреческое название «ὦ μέγα» означает «„о“ большое» (о-мега) — в противоположность «малому „о“», то есть букве омикрон. В современном греческом омега и омикрон читаются одинаково.
Омега — последняя и самая молодая буква греческого алфавита. Получена модификацией буквы омикрон (Ο, ο): для указания на долготу звука его подчёркивали, позже черта слилась с буквой, ещё позже начертание разорвалось посредине (и вышло Ω), наконец, кончики загнулись вверх, а кружок уменьшился и выродился в клювик, так что вышло ω.
В переносном смысле омега, как последняя буква алфавита, часто означает крайний предел, конец чего-либо:
ἐγὼ τὸ ἄλφα καὶ τὸ ὦ, ὁ πρῶτος καὶ ὁ ἔσχατος, ἡ ἀρχὴ καὶ τὸ τέλος.

(ἀπο. 1:8)

Я есть Альфа и Омега, начало и конец … Который есть и был и грядет…

(Откр. 1:8)

Символ ϖ, иногда употребляемый как другая запись π, сконструирован как буква ω с чертой сверху.

## Использование в обозначениях
Прописная буква Ω используется как символ для обозначения:
- единицы электрического сопротивления (импеданса) — Ом;
- телесного угла (иногда используется и строчная буква);
- пространства элементарных событий и достоверного события в теории вероятностей;
- омега-гиперона;
- большого термодинамического потенциала;
- функций, асимптотически ограниченных снизу (см. O-нотация).
- абсолютной бесконечности.

Строчная буква ω используется как символ для обозначения:
- круговой частоты колебаний (иногда используется и прописная буква);
- массовой доли вещества;
- первого порядкового числа, или ординала;
- удалённого положения заместителя в молекуле (ω-ненасыщенные жирные кислоты);
- массы порохового заряда во внутренней баллистике;
- угловой скорости;
- функций, растущих быстрее заданной (см. O-нотация).